# Krankenhaus Göttlicher Heiland
Das Göttlicher Heiland Krankenhaus ist ein Unternehmen der Vinzenz Kliniken Wien, an der die Vinzenz Gruppe Krankenhausbeteiligungs- und Management GmbH und die Österreichische Provinz der Kongregation der Schwestern vom Göttlichen Heiland (Salvatorianerinnen) beteiligt sind. Das christliche Krankenhaus im 17. Wiener Gemeindebezirk Hernals an der Dornbacher Straße 20–30, steht allen Patienten offen – unabhängig von Geschlecht, Religion und Kultur.

## Krankenhaus

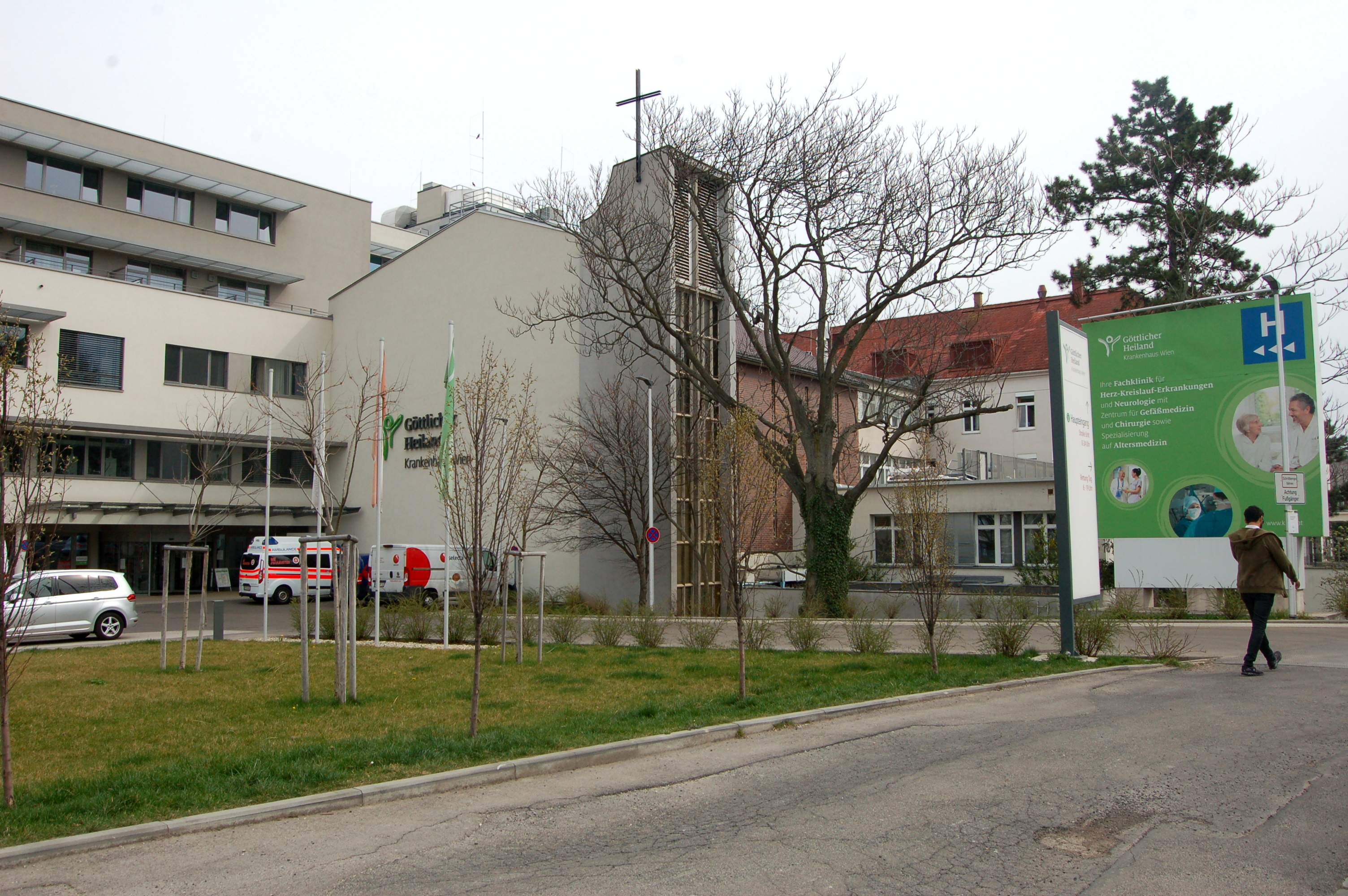
Neuer Eingangsbereich

Das Krankenhaus wurde von den Schwestern vom Göttlichen Erlöser gegründet. Nach den Plänen des Architekten Bruno Buchwieser senior wurde das Gebäude von 1934 bis 1935 für 100 Betten errichtet. Die Einweihung erfolgte am 30. Oktober 1935 durch Kardinal Theodor Innitzer. Von 1961 bis 1962 erfolgten ein Zubau mit Festsaal und hauseigener Küche und ein Neubau der Kapelle nach Plänen des Architekten Walter Wanek. In der großen Anstaltskapelle im ersten Stock befinden sich Holzfiguren von Josef Rifesser und ein Mosaik-Kreuzweg von Ernst Bauernfeind.
Begonnen wurde der Anstaltsbetrieb mit einer internen, chirurgischen und radiologischen Abteilung, zwei Operationssälen und einem Ambulatorium; die Leitung hatte Wilhelm Stöhr. 1938 wurden 2668 Patienten behandelt.
Am 26. August 1939 wurde das Krankenhaus in das „Reservelazarett VIIIb“ umgewandelt und in der Folge die Bettenanzahl auf 300 gesteigert. Nach dem Zweiten Weltkrieg wurde es wieder der Kongregation übergeben, die es bis 1974 ausschließlich mit geistlichen Schwestern betrieb. Der Konvent im Haus wurde 2016 geschlossen.
1958 kam eine Abteilung für Gynäkologie und Geburtshilfe dazu, 1977 die Abteilungen für Anästhesie, Intensivmedizin und auch der Urologie. 1991 folgte ein Physikalisches Institut und 1992 die Palliativstation St. Raphael, die die erste in ganz Österreich war. Die Abteilung für Neurologie wurde 2006 samt Schlaganfall-Versorgungseinheit (Stroke Unit) und Neuro-Rehabilitations-Betten der Phase B eröffnet. 2007 wurde das Krankenhaus als „Stillfreundliches Krankenhaus“ ausgezeichnet. Das Krankenhaus ist Lehrkrankenhaus der Medizinischen Universität Wien und der Fachhochschulen Campus Wien für Gesundheitsberufe. Zusätzlich ist das Krankenhaus mit dem Qualitätszertifikat pCC inklusive KTQ ausgezeichnet.

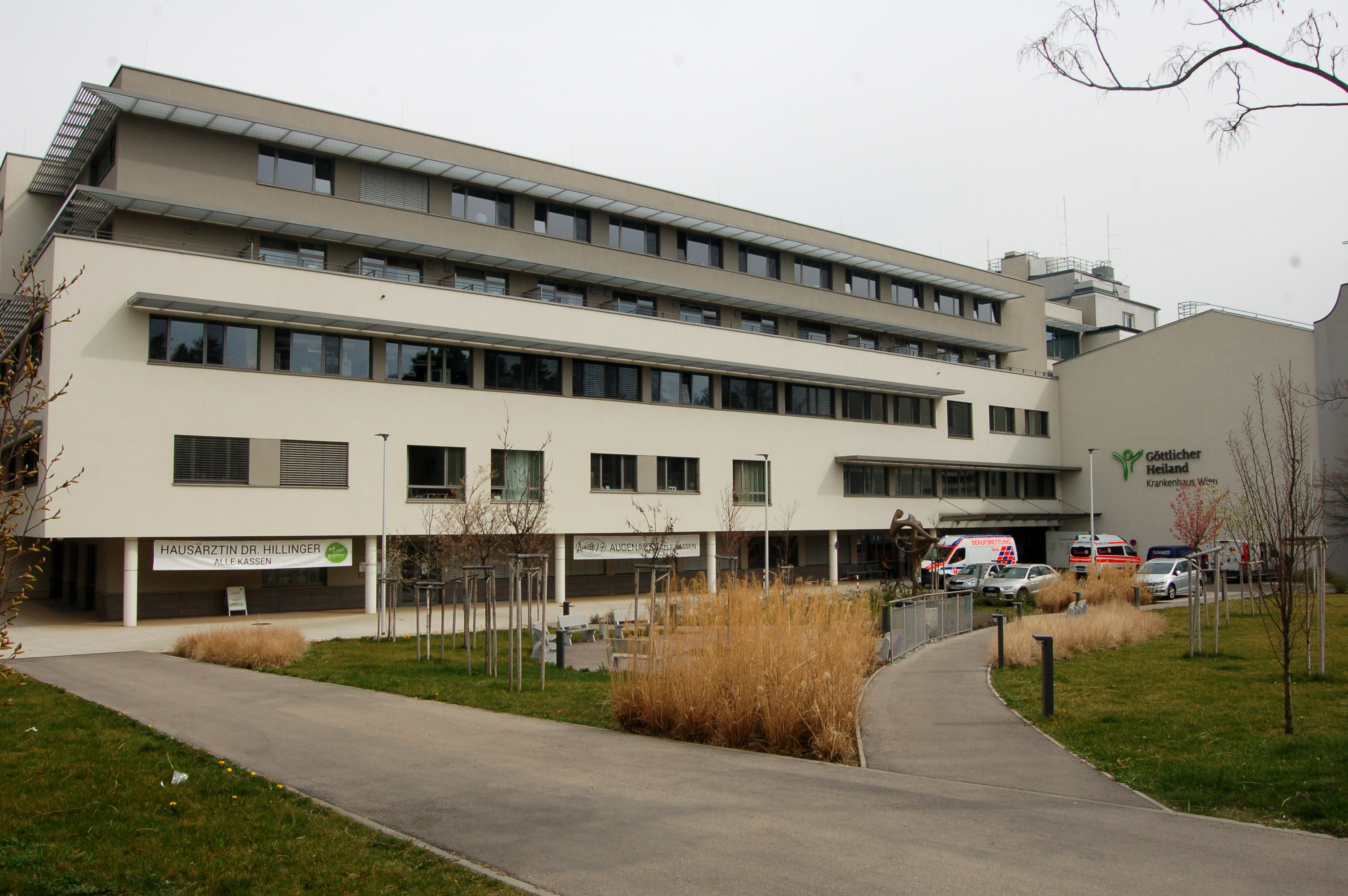
Zubau von 2018

2018 wurde ein moderner Zubau errichtet, in dem ein Operationssaal, eine Intensivstation sowie zwei neue Stationen untergebracht sind. Mit Jahreswechsel 2018/2019 wurde die Abteilung für Gynäkologie und Geburtshilfe in das St. Josef Krankenhaus Wien verlegt und dafür die Abteilung für Kardiologie vom Krankenhaus der Barmherzigen Schwestern Wien (die ebenfalls zu den Vinzenz Kliniken Wien/Vinzenz Gruppe gehören) übernommen. 

## Leistungsangebot
Das Krankenhaus ist  Fachklinik für Herz-Kreislauf-Erkrankungen und Neurologie mit Zentrum für Gefäßmedizin und Chirurgie sowie Spezialisierung auf Altersmedizin. Das Ziel ist hier, die Patienten auch im Alter so lange wie möglich gesund zu erhalten. Es bestehen Verträge mit allen Kassen (ausgenommen Ambulanzen).

### Medizinische Abteilungen
- Innere Medizin 1 – Angiologie
- Innere Medizin 2 – Diabetologie
- Innere Medizin 3 – Kardiologie
- Akutgeriatrie und Remobilisation
- Palliativstation St. Raphael
- Neurologie
- Chirurgie
- Radiologie
- Anästhesie und Intensivmedizin
- Physikalische Medizin
- Labor, Blutdepot und Mikrobiologie

### Schwerpunkte und Zentren
- Adipositas-Zentrum
- Gefäß-Zentrum
- Tagesklinik für kleine chirurgische Eingriffe[1]